# PPG
A PPG (oroszul: ППГ – Подвижноө Пулемётноө Гнездо / Podvizsnoje pulemjotnoje Gnyezdo, magyarul: mozgó géppuskafészek) kisharckocsi a Szovjetunióban kifejlesztett harcjármű, sorozatgyártására nem került sor. 1940-ben tervezték a leningrádi Kirov Gépgyárban (LZK) Zsozef Jakovlevics Kotyin főkonstruktőr vezetésével. Eredeti jelzése "217-es gyártmány" (Объект 217) volt, később kapta a PPG típusjelzést.

## Szerkezeti kialakítása
A harcjármű alakját alapvetően a benne fekve helyet foglaló két ember elhelyezése határozta meg. A páncéltest tetején találhatót normál haladásnál felnyitották, és a kétfős személyzet ülve foglalt helyet a járműben. Harchelyzetben a búvónyílást lezárták, és a kezelők hason fekve helyezkedtek el a karckocsiban. A 2,5 t tömegű páncéltest homlokpáncélzata 20 mm-es, a has- és tetőpáncél 8 mm-es, az oldalsó páncéllemez pedig 10 mm-es volt. A harcjármű fegyverzetét két DT géppuska alkotta, amelyeket a homloklemezbe építettek be mozgatható, gömbcsuklós kivitelben. A jármű hatótávolsága korlátozott volt, nagyobb távolságokra teherautóval szállították. A PPG-be egy 25 LE-s motorkerékpár-motort építettek, az kb. 25 km/h-s maximális sebesség elérését tette lehetővé.

## Harci alkalmazása
A járművet a finn-szovjet Téli háborúban jelentkező igények alapján, a Karéliai-fronton a finn védelmi vonalak támadására fejlesztették ki. A PPG prototípusa azonban csak 1940 tavaszára készült el, amikorra már a háború befejeződött, így harci alkalmazására nem került sor. A típus fejlesztését nem folytatták.